# 中国国民党革命委员会青海省委员会
中国国民党革命委员会青海省委员会，简称民革青海省委、青海民革，是中国国民党革命委员会在青海省的地方组织。